# Municipalità di Woollahra
La municipalità di Woollahra è una local government area che si trova nel Nuovo Galles del Sud. Essa si estende su una superficie di 12 chilometri quadrati e ha una popolazione di 56.005 abitanti. La sede del consiglio si trova a Double Bay.

## Sobborghi
La municipalità comprende le seguenti località e sobborghi:
- Bellevue Hill
- Darling Point
- Double Bay
- Edgecliff
- Paddington
- Point Piper
- Rose Bay
- Vaucluse
- Watsons Bay
- Woollahra